# Симетрична матрица
Симетричната матрица е квадратна матрица, чиито елементи са симетрични относно главният диагонал. Следователно, симетрична матрица е такава матрица {\displaystyle A}, за която {\displaystyle \forall i,j:a_{ij}=a_{ji}}.
Това означава, че симетричната матрица е равна на нейната транспонирана матрица:
{\displaystyle A=A^{T}}

## Примери
{\displaystyle {\begin{pmatrix}a&b&c\\b&d&e\\c&e&f\end{pmatrix}},{\begin{pmatrix}1&3&0\\3&2&6\\0&6&5\end{pmatrix}},{\begin{pmatrix}1&0&0\\0&1&0\\0&0&1\end{pmatrix}},{\begin{pmatrix}1&5\\5&7\end{pmatrix}},{\begin{pmatrix}2\end{pmatrix}}}

## Свойства
Симетричната матрица е винаги квадратна.
Сумата и разликата от две симетрични матрици е също симетрична матрица
Всяка симетрична матрица A с реални елементи е притежава следните свойства:
- матрицата има реални собствени стойности
- нейните собствени вектори, които съответстват на различни собствени стойности, са взаимно ортогонални:

{\displaystyle Av=\lambda _{1}v,\ Aw=\lambda _{2}w,\ \lambda _{1}\neq \lambda _{2}\implies v^{T}w=0}
- от нейните собствени вектори винаги може да се състави ортонормиран базис
- симетричната матрица A може да се приведе в диагонален вид: {\displaystyle A=QDQ^{T}}, където {\displaystyle Q}

е ортогонална матрица, стълбовете на която образуват ортонормиран базис, съставен от собствените вектори на матрицата А, а D е диагонална матрица, чиито диагонални елементи са собствените стойности матрицата A.
- Ако симетричната матрица A има една единствена собствена стойност {\displaystyle \lambda }, то тя във всеки базис има диагонален вид: {\displaystyle A=\lambda E}, където е {\displaystyle E} е единична матрица.

## Симетризуеми матрици
Казваме че {\displaystyle n\times n} матрицата {\displaystyle A} е симетризуема ако съществуват инвертируема диагонална матрица {\displaystyle D} и симетрична матрица {\displaystyle S} за които е изпълнено {\displaystyle A=DS.}
Транспонираната нa симетризуема матрица е също симетризуема, тъй като {\displaystyle A^{\mathrm {T} }=(DS)^{\mathrm {T} }=SD=D^{-1}(DSD)} и {\displaystyle DSD} е симетрична матрица. Матрицата {\displaystyle A=(a_{ij})} е симетризуема ако и само ако се изпълняват следните условия:
1. {\displaystyle a_{ij}=0} и съответно {\displaystyle a_{ji}=0} за всички {\displaystyle 1\leq i\leq j\leq n.}
2. {\displaystyle a_{i_{1}i_{2}}a_{i_{2}i_{3}}\dots a_{i_{k}i_{1}}=a_{i_{2}i_{1}}a_{i_{3}i_{2}}\dots a_{i_{1}i_{k}}} за всяка крайна последователност {\displaystyle \left(i_{1},i_{2},\dots ,i_{k}\right).}

## Положително (отрицателно) определени матрици
Симетричната матрица {\displaystyle A} с размер {\displaystyle k\times k} се нарича положително определена ако за {\displaystyle \forall z\in \mathbb {R} ^{k}\setminus \{\mathbf {0} \}} се изпълнява условието {\displaystyle z^{T}Az>0.}
Условията една симетрична матрица да е отрицателно, неположително и неотрицателно определена се формулират аналогично със соответстващо изменение на знака на неравенството.
За получаване на вида на определенност на симетрична матрица може да се използва критерият на Силвестър.

## Специални (именувани) видове симетрични матрици
- Персиметрична матрица: това е квадратна {\displaystyle n\times n} матрица, симетрична относно своя втори диагонал. Елементите {\displaystyle a_{i,j}} на такава матрица  са свързани със съотношенията

{\displaystyle a_{i,j}=a_{n-j+1,n-i+1}}
- Двусиметрична матрица: това е квадратна {\displaystyle n\times n} матрица, елементите на която са симетрични относно двата и диагонала. Елементите {\displaystyle a_{i,j}} на такава матрица са свързани със съотношенията:

{\displaystyle a}i, j = {\displaystyle a}j, i ,
{\displaystyle a}i, j = {\displaystyle a}n+1-j, n+1-i .
- Центросиметрична матрица: това е квадратна {\displaystyle n\times n} матрица, елементите на която са симетрични относно геометричният център на матрицата.  Елементите {\displaystyle a_{i,j}} на такава матрица са свързани със съотношенията: {\displaystyle a}i,j = {\displaystyle a}n+1−i, n+1−j

Двусиметричната матрица е частен случай на центросиметрична матрица
- Транспозиционна матрица ({\displaystyle Tr} матрица): това е квадратна {\displaystyle n\times n} матрица, {\displaystyle n=2^{m}}, {\displaystyle m\in N}, чиито елементи се получават от елементите на зададен n-мерен вектор {\displaystyle X=(x_{i})_{\begin{smallmatrix}i={1,n}\end{smallmatrix}}} по формулата {\displaystyle Tr_{i,j}=x_{(i-1)\oplus (j-1)+1}}, където със символа {\displaystyle \oplus } е обозначена операцията "Побитово умножение" (XOR). Редовете и стълбовете на транспозиционната матрица съдържат пермутации на елементите на вектора {\displaystyle X}.
- Матрица на Лемер: това е константна {\displaystyle n\times n} симетрична матрица (наречена на името на Дерек Хенри Лемер), елементите {\displaystyle a_{i,j}} на която се изчисляват по формулата:

{\displaystyle a_{i,j}={\begin{cases}i/j,&j\geq i\\j/i,&j<i.\end{cases}}}